# Edith New

Edith Bessie New (Swindon, 17 de març del 1877 – Liskeard, 2 de gener del 1951) fou mestra, activista política i suffragette anglesa. Membre de la Unió Social i Política de les Dones (WSPU) dirigida per Emmeline Pankhurst, fou pionera a utilitzar accions violentes i encadenar-se per a reclamar el vot per a les dones. Al gener del 1908, amb Olivia Smith, s'encadenaren al reixat del número 10 de Downing Street, residència oficial del primer ministre cridant “Vot per a les dones!”, i al juny del 1908, durant una protesta, Edith New i Mary Leigh trencaren dues finestres de la residència del primer ministre i les arrestaren i sentenciaren a dos mesos de presó a Holloway. Edith New fou una de les protagonistes d'una històrica vaga de fam, i la sotmeteren a alimentació forçada.(1) 

## Biografia

### Primers anys
Va nàixer el 17 de març del 1877 a Swindon, en una família treballadora. Era la quarta dels cinc fills de Frederick James New, un empleat del ferrocarril que va morir en accident laboral quan Edith tenia un any, i d'Isabella Frampton (1850-1922) mestra de música. Amb 14 anys, treballava com a mestra infantil en la Queenstown Infant’s School de Swindon per a ajudar econòmicament a la família, fins que es traslladà a Londres, on va ensenyar en l'East End.

### Moviment sufragista
Llavors, el moviment sufragista a Anglaterra feu alguns avanços. El 1897, es creà la Unió Nacional de Societats de Sufragi Femení (en anglès, NUWSS) per a avançar en el dret de vot; no es produí, però, cap canvi en la llei. I el moviment es va anar formant amb el crit de "Fets, no paraules".
El 1903 després d'escoltar a Londres Emmeline Pankhurst, Edith va deixar el seu treball de mestra i entrà en la Unió Social i Política de les Dones (WSPU), que inicialment es limitava a fer reunions i pressionar els parlamentaris per aconseguir el dret al vot; quan es van adonar, però, que no tenien intenció de canviar la llei, van modificar-ne l'estratègia.
Des del 1906 fins a l'inici de la Primera Guerra Mundial, Edith i membres de la WSPU feren actes violents per a cridar l'atenció. El 1908 fou organitzadora de personal de la WSPU.
Al gener del 1908 Edith New i la seua companya Olivia Smith s'encadenaren al reixat del número 10 de Downing Street, la residència oficial del primer ministre, al crit de “Vot per a les dones!” perquè les seues companyes Flora Drummond i Mary Macarthur poguessen escapar i no les arrestassen. Al juny del 1908 durant una protesta, Edith New i una altra suffagette, Mary Leigh, trencaren dues finestres del 10 de Downing Street i les van arrestar i condemnar a dos mesos de presó a Holloway.
Era la primera vegada que s'utilitzaven tàctiques violentes pel moviment sufragista i, tot i que hi havia dones que no el secundaven, la dirigent Emmeline Pankhurst de la Unió Social i Política de les Dones anà a visitar-les a la presó, per donar aprovació a l'estratègia utilitzada.
El Daily Mail començà a referir-se a aquestes activistes com a suffragettes, en oposició a les sufragistes menys combatives del NUWSS.

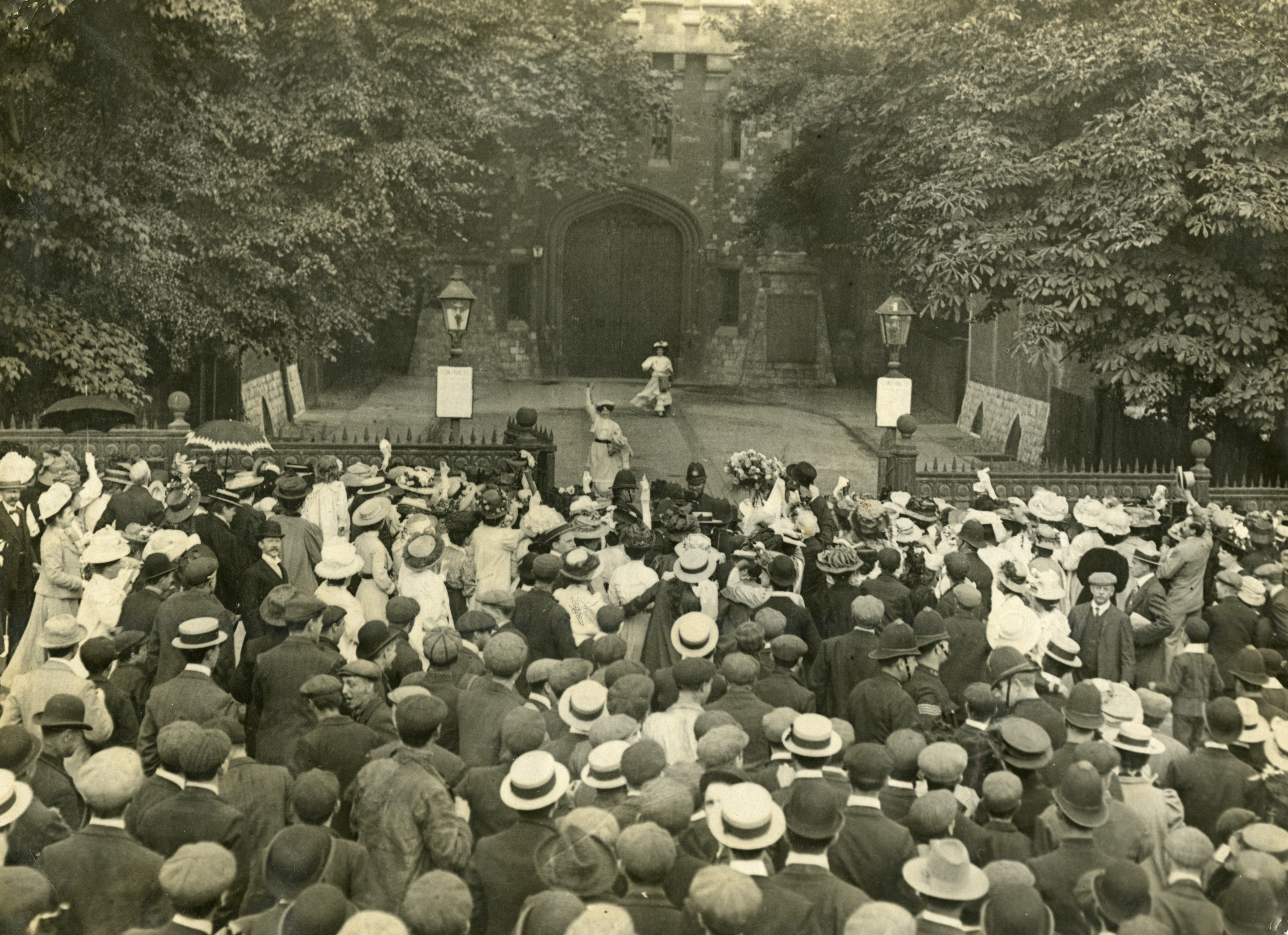
Comunicat de Mary Leigh i Edith New des de Holloway (1908)

En les primeres accions, les condemnaren a dues setmanes de presó; aviat, però, van augmentar les penes a mesos. Acusades de "vandalisme menor", les tractaren sense respecte a la presó. la WSOPU exigí que les considerassen presoneres polítiques; els tribunals, però, ho van rebutjar, per això les van sotmetre a l'alimentació forçada.

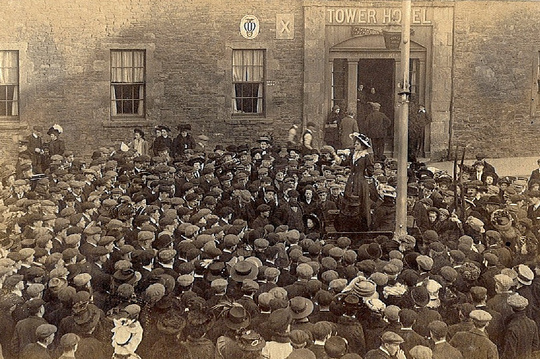
Edith New a Hawick (1909)

Aquest mètode brutal va esgarrar la gola d'alguna sufragista, com en el cas d'Elsie Howey.
Entre 1905 i 1914 empresonaren més de mil dones per la defensa del vot.
Es feren molts actes violents per altres sufragistes durant aquest període. Quan van ser alliberades de la presó a l'agost del 1908, una delegació de sufragistes, entre les quals hi havia Christabel Pankhurst, feu una desfilada en honor seu.
La Unió Nacional de Societats de Sufragi Femení guardonà Edith New amb una medalla en reconeixement de la seua lluita pel sufragi.
En eixir de la presó i l'any posterior (1909) Edith New organitzà actes per a la campanya de la Unió Social i Política de les Dones en ciutats com ara Newcastle, Leicester o Dundee. L'any 1909, Edith New fou fotografiada per Peter Nairn en direcció a Hawick als afores del “Tower Hotel”. Amb l'inici de la Primera Guerra Mundial, el moviment s'aturà.
El 1913 el Parlament aprovà la llei de "Baixa temporal de presos per mala salut", coneguda popularment com la llei del "gat i el ratolí". Segons la llei, les dones presoneres, afeblides per la fam i l'alimentació forçada, eren temporalment posades en llibertat per a recuperar-se i després les tornaven a la presó.(1)

### Darrers anys i defunció
Edith New abandonà el moviment abans que el govern britànic reconegués al 1928 a totes les dones majors de 21 anys el dret a votar; i va tornar a la docència. Però continuà fent campanya per altres drets de les dones i per la igualtat salarial.
El 1911 va deixar el treball d'organitzadora del WSPU i tornà a ensenyar a Lewisham. Més tard es retirà a Polperro, a la costa de Cornualla.(2)
Va morir el 2 de gener del 1951.(1)

## Reconeixement i llegat
L'any 2011, a la seua ciutat natal (Swindon) se li posà el seu nom a un carrer; a més a més, una placa blava el North Street indica el seu lloc de naixement.(1)

## Filmografia

### Sufragistes
L'any 2015, la pel·lícula britànica Suffragette estrenada en català amb el títol de Sufragistes, dirigida per Sarah Gavron, recollia les experiències d'Edith New i les seues companyes. El film és protagonitzat per Carei Mulligan i hi apareix Meryl Streep en el paper d'Emmeline Pankhurst. Narra la situació de la primeria del segle xx a Anglaterra. Com a teló de fons, es mostra l'activisme del moviment sufragista, en aquells dies prou ignorat per la premsa i desestimat pels polítics. Per a aconseguir el dret al vot, les suffragettes van depassar la protesta pacífica i adoptaren tàctiques militants que van créixer notablement gràcies a la protagonista, com ara trencar finestres o bústies de correus.
El personatge interpretat per l'actriu Helena Bonham Carter és un retrat de la vida d'Edith New. Altres personatges de dones sufragistes són Emily Wilding Davison (1872-1913) o el de la fundadora del moviment, Emmeline Pankhurst.(1)